# Kaduagung (Sidangagung)
Kaduagung is een bestuurslaag in het regentschap Kuningan van de provincie West-Java, Indonesië. Kaduagung telt 2304 inwoners (volkstelling 2010).